# Sergio Bruni
Sergio Bruni, nome artístico de Guglielmo Chianese (Villaricca, 15 de setembro, 1921  — Roma, 22 de junho de 2003), foi um cantor, violonista e compositor italiano.

## Biografia
Nascido na comuna de Villaricca, perto de Nápoles, Sul da Itália. Aos nove anos de idade ele começou a frequentar uma escola de música. Dois anos depois, ele estava tocando clarinete em uma banda local, que foi sua primeira experiência como músico. Em 1938, a família mudou-se para Chiaiano, onde começou a trabalhar como operário.
Em setembro de 1943, ao mesmo tempo que se aproximava do exército em casa, ele ouviu falar do levante contra as tropas alemãs em Nápoles. Com vários conhecidos, ele se juntou a um grupo de voluntários para se opor ao exército alemão na vizinhança. Ao retornar de uma ação, ele foi gravemente ferido em uma briga de fogo com soldados alemães, o que o deixou com grave lesão na coxa. Após sua libertação do hospital, ele voltou a estudar música sob Vittorio Parisi e teve sua estréia no Teatro Real em Nápoles, em 14 de maio de 1944.
Em outubro de 1944, ele ganhou uma competição de canto que resultou em um contrato com a Rádio Nápoles, onde trabalhou sob a orientação de Gino Campese.
Em 1948, ele se casou com Maria Cerulli. Tiveram quatro filhas.
Nos anos seguintes, ele teve muitos sucessos, tanto ao vivo quanto a gravações. Em 1960, ele voltou para sua casa em Nápoles para se concentrar em canções napolitanas. Ele teve um grande sucesso com Carmela (1975), que desde então se tornou um clássico do gênero napolitano, e este foi acompanhado pelo álbum 'a maschera Pulecenella que levou a grandes aparições de televisão e platéia no ano seguinte.
Em março de 2000, ele saiu de Nápoles para se juntar a suas filhas em Roma. Em 2001, gravou sua última música, cantada com Lino Blandizzi. Ele morreu no hospital em Roma em 22 de junho de 2003.

## Filmografia
- Serenata a Maria direção de Luigi Capuano (1957)
- Il Viaggio direção de Vittorio De Sica ( (1974)
- Che cosa è successo tra mio padre e tua madre? (Avanti!) direção de Billy Wilder (1972)